# Mibu no Tadami
Mibu no Tadami (壬生忠見; fl. X secolo) è stato un poeta giapponese waka del medio periodo Heian.
Suo padre era Mibu no Tadamine. Sia lui che suo padre sono annoverati tra i Sanjūrokkasen.

## Biografia

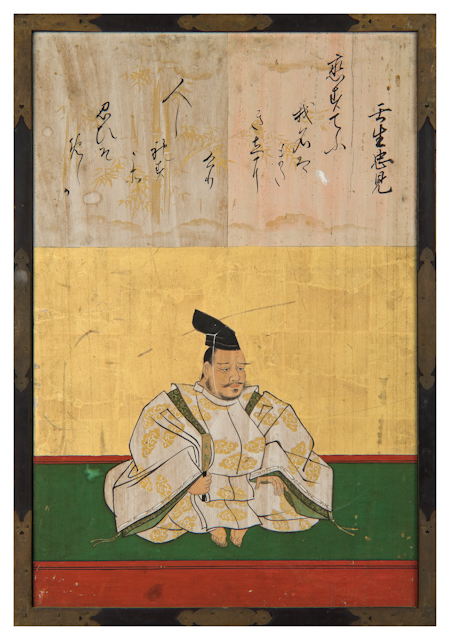
Mibu no Tadami dipinto da Kanō Yasunobu

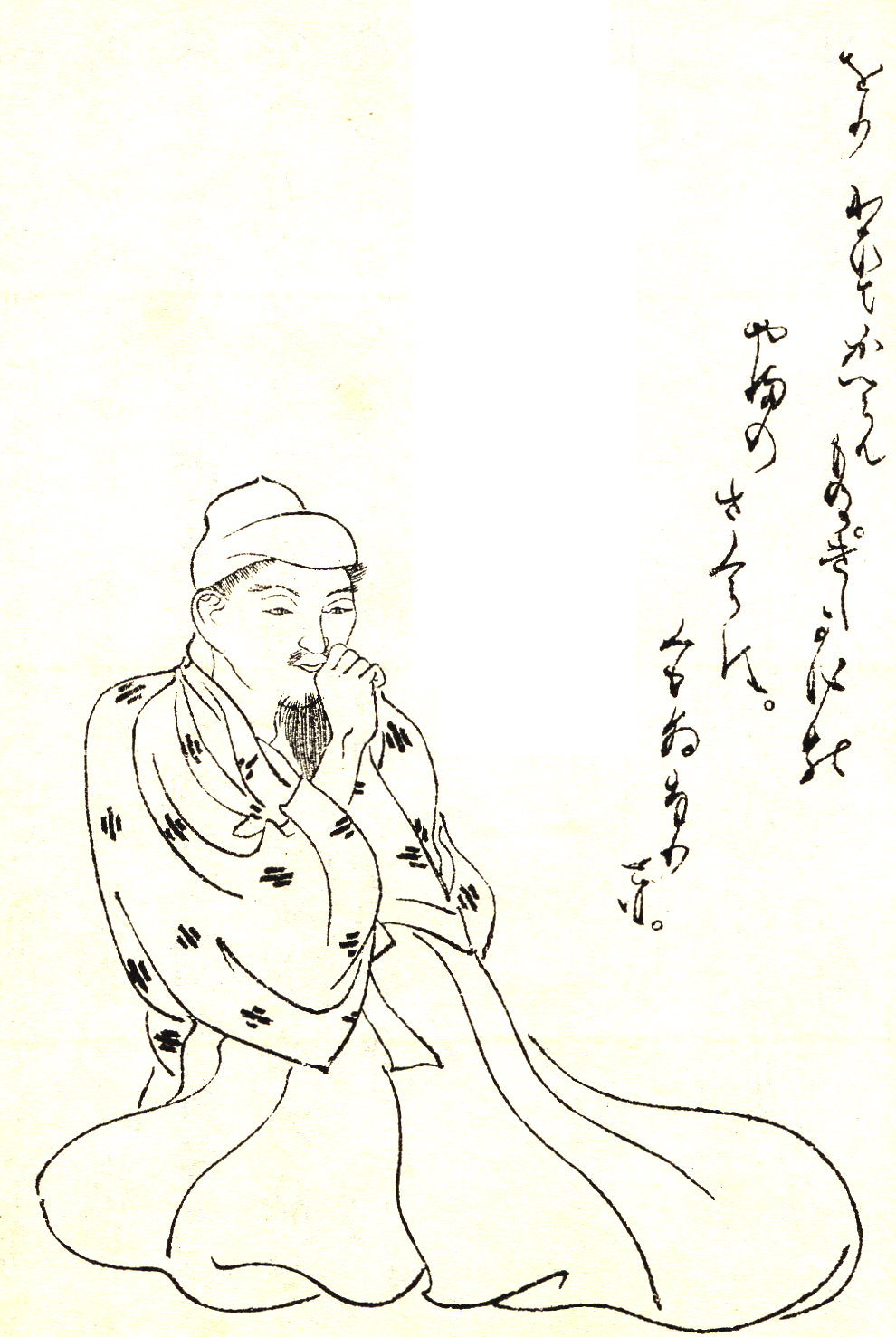
Mibu no Tadami dipinto da Kikuchi Yōsai

La sua carriera è sconosciuta tranne per il fatto che fu nominato Daisakan (ufficiale di quarto grado) della provincia di Settsu nel 958.
Le sue poesie sono incluse in diverse antologie di poesia imperiale; rimane anche una raccolta personale di poesie nota come Tadamishū (忠見集).

## Poesia
Al "Tentoku Dairi Uta-awase" (Concorso di poesia del palazzo imperiale dell'era Tentoku)
(Shui Wakashū, Amore N° 621 (Ogura Hyakunin Isshu, 41))